# Canada's Drag Race
Canada's Drag Race è un programma televisivo canadese, la cui prima edizione è andata in onda sulla piattaforma streaming Crave e sull'emittente OutTV nel 2020.
Il programma è uno degli spin-off del programma statunitense RuPaul's Drag Race. Come nella versione statunitense, le concorrenti devono mostrare le loro doti d'intrattenitrici sfidandosi in varie tipi di sfide. Ogni settimana vengono giudicate per le loro performance da vari giudici; tra questi alcuni sono fissi, come Brooke Lynn Hytes (concorrente dell'undicesima edizione dello show statunitense), e altri sono ospiti, che variano di settimana in settimana. Al termine dell'episodio una concorrente viene eliminata; nelle rosa finale delle ultime tre concorrenti viene infine scelta chi sarà incoronata Canada's Next Drag Superstar e riceverà una serie di premi, tra cui 100.000 dollari canadesi.
A differenza della versione statunitense, dove è solo RuPaul che decide chi viene eliminato, nella versione canadese i giudici decidono il concorrente da eliminare. Inoltre, nella prima edizione, non vi era un vero e proprio conduttore del programma; infatti il giudice ospite diventava anche il conduttore della puntata, mentre nel backstage i giudici fissi seguivano le concorrenti facendo loro da mentori.

## Format
Il casting viene annunciato online e chi vuole partecipare al programma deve mandare un provino formato video. Per poter prendere parte al programma è necessario avere 18 o più anni. Le donne transgender possono partecipare al programma e, nel corso delle stagioni classiche, alcuni concorrenti hanno dichiarato apertamente il loro stato di transgender.

### Puntate
Ogni puntata si divide, generalmente, in tre fasi:
- La mini sfida: in ogni mini sfida ai concorrenti viene chiesto di svolgere una gara con caratteristiche e tempi differenti.
- La sfida principale: in ogni sfida principale ai concorrenti viene chiesto di svolgere una prova, generalmente sono gare individuali. Il vincitore della sfida riceve un premio, che consiste in vestiti, gioielli, cosmetici e altro ancora.
- L'eliminazione: tutti i concorrenti vengono chiamati davanti ai giudici. In questa fase i vari concorrenti vengono giudicati. Il migliore della puntata viene dichiarato vincitore ricevendo un premio. Gli ultimi due devono sfidarsi esibendosi in playback con una canzone assegnata all'inizio di ogni puntata. Il peggiore verrà eliminato dalla competizione con la famosa frase pronunciata  "sashay away" e lascia un messaggio scritto con il rossetto sullo specchio della sala dove si svolgono le riprese; il vincitore, al contrario, viene celebrato con la frase "shantay you stay", e può continuare la competizione.

### Giudici
Come accade nella versione statunitense, lo show prevede la presenza di giudici fissi e di giudici ospiti che variano di settimana in settimana. I giudici danno la loro opinione sui vari concorrenti, esprimendo le loro opinioni circa ciò che accade sul palcoscenico principale. Tra i giudici ospiti comparsi nel corso delle edizioni troviamo: Michelle Visage, Elisha Cuthbert, Deborah Cox, Allie X, Jade Hassouné, Tom Green, Connor Jessup, Fefe Dobson, Carole Pope, Jimbo, Monika Schnarre e Vanessa Vanjie Mateo.

#### Giudici fissi
| Giudice                | Edizioni | Edizioni | Edizioni | Edizioni | Edizioni |
| Giudice                | 1        | 2        | 3        | 4        | 5        |
| ---------------------- | -------- | -------- | -------- | -------- | -------- |
| Brooke Lynn Hytes      | Fisso    | Fisso    | Fisso    | Fisso    | Fisso    |
| Jeffrey Bowyer-Chapman | Fisso    |          |          |          |          |
| Stacey McKenzie        | Fisso    |          |          |          |          |
| Traci Melchor          | Ospite   | Fisso    | Fisso    | Fisso    | Fisso    |
| Brad Goreski           |          | Fisso    | Fisso    | Fisso    | Fisso    |
| Amanda Brugel          | Ospite   | Fisso    |          |          |          |

- Brooke Lynn Hytes (edizione 1-in corso), drag queen canadese, nota per essersi classificata seconda nell'undicesima edizione di RuPaul's Drag Race.[2]
- Traci Melchor, (edizione 1-in corso), personaggio televisivo canadese, nel corso della prima edizione ha fatto delle apparizioni speciali come "Canada's Squirrel Friend" onoraria.[3] Mentre a partire dalla seconda edizione è diventata un giudice fisso dello show, alternando il ruolo con Amanda Brugel.[4]
- Brad Goreski, (edizione 2-in corso), stilista e personaggio televisivo canadese, entra nel cast del programma a partire dalla seconda edizione.[4]

#### Ex giudici
- Jeffrey Bowyer-Chapman (edizione 1), attore e modello canadese, già giudice ospite nella nona ed undicesima edizione di RuPaul's Drag Race.[2] Ha lasciato il posto di giudice per seguire altri progetti legati al mondo della tv.
- Stacey McKenzie (edizione 1), modella ed attivista canadese, nota per essere stata giudice in Canada's Next Top Model, oltre ad essere stata giudice ospite anche in America's Next Top Model.[2] Inizialmente confermata come giudice anche per la seconda edizione, ha successivamente lasciato lo show a causa delle restrizioni agli spostamenti correlate alla pandemia di COVID-19.
- Amanda Brugel, (edizione 2), attrice canadese, entra nel cast del programma a partire dalla seconda edizione. Prima di essere uno dei giudici fissi, è stata una dei giudici ospiti durante la prima edizione. Ha alternato il ruolo di giudice fisso con Traci Melchor.[4]

### Untucked
Durante ogni puntata di Canada's Drag Race, viene seguito un intermezzo di Untucked nel quale vengono mostrate scene inedite della competizione e il backstage del programma.

### The Pit Stop
Come accade per la versione americana, ogni puntata dello show viene seguita da una puntata della serie web, dal titolo The Pit Stop. Lo show prevede un conduttore, solitamente accompagnato da un ospite (in genere entrambi ex concorrenti del programma) che discutono e commentano la puntata andata in onda. I conduttori di questa serie web sono stati:
| Conduttore    | Edizioni | Edizioni | Edizioni | Edizioni |
| Conduttore    | 1        | 2        | 3        | 4        |
| ------------- | -------- | -------- | -------- | -------- |
| Trixie Mattel |          |          |          |          |

### Premi
Anche in questa versione del programma, il vincitore riceve dei premi. I premi vinti in ogni edizione sono stati:
1ª edizione:
- 100000 C$
- Soggiorni gratuiti per un anno presso gli hotel Hilton Worldwide
- Una corona e uno scettro di Amped Accessories

2ª edizione:
- 100000 C$
- Una fornitura di cosmetici per un anno della Shoppers Drug Mart
- Una corona e uno scettro di Amped Accessories

3ª edizione:
- 100000 C$
- Una fornitura di cosmetici per un anno della Shoppers Drug Mart
- Una corona e uno scettro di Amped Accessories

4ª edizione:
- 100000 C$
- Una fornitura di cosmetici per un anno della Shoppers Drug Mart
- Una corona e uno scettro di Amped Accessories

5ª edizione:
- 100000 C$
- Una corona e uno scettro di Amped Accessories

## Edizioni
| Edizione | Concorrenti | Episodi | Prima TV Canada | Prima TV Italia | Vincitrice      | Miss Simpatia     |
| -------- | ----------- | ------- | --------------- | --------------- | --------------- | ----------------- |
| 1ª       | 12          | 10      | 2020            | inedita         | Priyanka        | Tynomi Banks      |
| 2ª       | 12          | 10      | 2021            | inedita         | Icesis Couture  | Suki Doll         |
| 3ª       | 12          | 9       | 2022            | inedita         | Gisèle Lullaby  | Vivian Vanderpuss |
| 4ª       | 11          | 9       | 2023            | inedita         | Venus           | Kitten Kaboodle   |
| 5ª       | 11          | 9       | 2024            | inedita         | The Virgo Queen | Jaylene Tyme      |

### Prima edizione
La prima edizione di Canada's Drag Race è andata in onda in Canada a partire dal 2 luglio 2020. Il cast venne annunciato il 14 maggio 2020. Dodici drag queen, provenienti da tutto il Canada, si sfidano per entrare nella Drag Race Hall of Fame. La colonna sonora utilizzata durante la sfida principale fu The Realness mentre per i titoli di coda venne utilizzata U Wear It Well.
Priyanka, vincitrice dell'edizione, ricevette come premio 100 000 dollari canadesi, soggiorni gratuiti per un anno presso gli hotel Hilton Worldwide e una corona e uno scettro di Amped Accessories. A vincere il titolo di Miss Simpatia è stata Tynomi Banks.

### Seconda edizione
Nel gennaio 2021 è stato annunciato che Canada's Drag Race è stato rinnovato per una seconda edizione. A partire da questa edizione Brad Goreski, Amanda Brugel e Traci Melchor entreranno a far parte dei giudici del programma, prendendo il posto di Jeffrey Bowyer-Chapman, che lascia il programma per seguire altri progetti televisivi, e di Stacey McKenzie a causa delle restrizioni agli spostamenti correlate alla pandemia di COVID-19.
Icesis Couture, vincitrice dell'edizione, ricevette come premio 100 000 dollari canadesi, una fornitura di cosmetici per un anno della Shoppers Drug Mart, una corona e uno scettro di Amped Accessories. A vincere il titolo di Miss Simpatia è stata Suki Doll.

### Terza edizione
Nel novembre 2021 il programma viene rinnovato per una terza edizione. In cast venne annunciato il 15 giugno 2022. Dodici drag queen, provenienti da tutto il Canada, si sfidano per entrare nella Drag Race Hall of Fame.
Gisèle Lullaby, vincitrice dell'edizione, ricevette come premio 100 000 dollari canadesi, una fornitura di cosmetici per un anno della Shoppers Drug Mart, una corona e uno scettro di Amped Accessories. A vincere il titolo di Miss Simpatia è stata Vivian Vanderpuss.

### Quarta edizione
Nel novembre 2022 il programma viene rinnovato per una quarta edizione. In cast venne annunciato il 18 ottobre 2023. Undici drag queen, provenienti da tutto il Canada, si sfidano per entrare nella Drag Race Hall of Fame.
Venus, vincitrice dell'edizione, ricevette come premio 100 000 dollari canadesi, una fornitura di cosmetici per un anno della Shoppers Drug Mart, una corona e uno scettro di Amped Accessories. A vincere il titolo di Miss Simpatia è stata Kitten Kaboodle.

### Quinta edizione
Nel novembre 2023 il programma viene rinnovato per una quinta edizione. In cast venne annunciato il 18 ottobre 2023. Undici drag queen, provenienti da tutto il Canada, si sfidano per entrare nella Drag Race Hall of Fame.
The Virgo Queen, vincitrice dell'edizione, ricevette come premio 100 000 dollari canadesi, una fornitura di cosmetici per un anno della Shoppers Drug Mart, una corona e uno scettro di Amped Accessories. A vincere il titolo di Miss Simpatia è stata Jaylene Tyme.

## Concorrenti
Le concorrenti che hanno preso parte al programma nel corso delle due edizioni sono state (in ordine di eliminazione):
| Edizioni | Vincitrice      | Finalista(e)            | 3°                               | 4°                               | 5°                | 6°           | 7°                                  | 8°                                  | 9°                   | 10°                       | 11°               | 12°        |
| -------- | --------------- | ----------------------- | -------------------------------- | -------------------------------- | ----------------- | ------------ | ----------------------------------- | ----------------------------------- | -------------------- | ------------------------- | ----------------- | ---------- |
| 1ª       | Priyanka        | Rita Baga Scarlett BoBo | Rita Baga Scarlett BoBo          | Jimbo                            | Lemon             | Ilona Verley | Boa                                 | Kiara                               | Tynomi Banks         | Anastarzia Anaquway       | Kyne              | Juice Boxx |
| 2ª       | Icesis Couture  | Kendall Gender Pythia   | Kendall Gender Pythia            | Gia Metric                       | Adriana           | Kimora Amour | Synthia Kiss                        | Eve 6000                            | Suki Doll            | Stephanie Prince          | Océane Aqua-Black | Beth       |
| 3ª       | Gisèle Lullaby  | Jada Shada Hudson       | Kimmy Couture Miss Fiercalicious | Kimmy Couture Miss Fiercalicious | Vivian Vanderpuss | Irma Gerd    | Bombae                              | Lady Boom Boom                      | Kaos                 | Chelazon Leroux           | Miss Moço         | Halal Bae  |
| 4ª       | Venus           | Aurora Matrix           | Denim Nearah Nuff                | Denim Nearah Nuff                | Melinda Verga     | Kiki Coe     | Aimee Yonce Shennel Kitten Kaboodle | Aimee Yonce Shennel Kitten Kaboodle | Luna DuBois          | The Girlfriend Experience | Sisi Superstar    |            |
| 5ª       | The Virgo Queen | Makayla Couture         | Helena Poison Minhi Wang         | Helena Poison Minhi Wang         | Perla             | Xana         | Uma Gahd                            | Jaylene Tyme                        | Sanjina DaBish Queen | Tiffany Ann Co.           | Tara Nova         |            |

Legenda:
     La concorrente è stata nominata Miss Simpatia.
     Le concorrenti sono state eliminate in una doppia eliminazione.

## Musiche
Quasi tutte le canzoni utilizzate nelle varie edizioni provengono dagli album di RuPaul, fanno eccezione le canzoni utilizzate per il playback alla fine delle puntate.

### Palcoscenico Principale
Le canzoni utilizzate durante la presentazione degli outfit dei concorrenti sono state:
- The Realness tratto da Realness (1ª edizione)
- Spotlight tratto da American (2ª edizione)
- Just What They Want tratto da Mamaru (3ª edizione)
- I Bring the Beat tratto da Glamazon (4ª-5ª edizione)

### Altre musiche
Nel corso del programma sono stati rilasciati vari singoli promozionali:
- Not Sorry Aboot It - Anastarzia Anaquway, Boa, Ilona Verley, Jimbo, Kiara, Lemon, Priyanka, Rita Baga, Scarlett BoBo e Tynomi Banks (1ª edizione)
- U Wear It Well (Queens of the North Ru-Mix) - Priyanka, Rita Baga e Scarlett BoBo (1ª edizione)
- Bye Flop (The Giddy Girls Remix) - Adriana, Gia Metric, Icesis Couture e Pythia (2ª edizione)
- Bye Flop (The Dosey Hoes Remix) - Eve 6000, Kendall Gender, Kimora Amour e Synthia Kiss (2ª edizione)
- Queen of the North Remix - Icesis Couture, Kendall Gender e Pythia (2ª edizione)
- Squirrels Trip: The Rusical - Gisèle Lullaby, Irma Gerd, Jada Shada Hudson, Kimmy Couture, Miss Fiercalicious e Vivian Vanderpuss (3ª edizione)
- True, North Strong and Fierce - Gisèle Lullaby, Jada Shada Hudson, Kimmy Couture e Miss Fiercalicious (3ª edizione)
- Heartbreak (The Vixens Remix) - Aimee Yonce Shennel, Kiki Coe, Kitten Kaboodle, Melinda Verga e The Girlfriend Experience (4ª edizione)
- Heartbeat (The Love Bugs Remix) - Aurora Matrix, Denim, Luna DuBois, Nearah Nuff e Venus (4ª edizione)
- Go Off Queen - Helena Poison, Jaylene Tyme, Makayla Couture, Minhi Wang, Perla, Sanjina DaBish Queen, Tara Nova, Tiffany Ann Co., The Virgo Queen, Uma Gahd e Xana (5ª edizione)

## Spin-off

### Canada's Drag Race: Canada vs the World
Canada's Drag Race: Canada vs the World è il primo spin-off del programma. In questa versione del programma, alcune concorrenti che hanno preso parte in una delle passate edizioni di Canada's Drag Race prendono parte ad una nuova competizione, sfidando varie concorrenti provenienti da varie versioni internazionali dello show, per poter entrare nella Drag Race Hall of Fame.
Come nella normale edizione, le concorrenti devono mostrare le loro doti di intrattenitrici sfidandosi in varie sfide. Ogni settimana le concorrenti vengono giudicate per le loro performance da vari giudici; tra questi troviamo giudici fissi, la stessa Brooke Lynn Hytes, Brad Goreski, Traci Melchor e giudici ospiti, che variano di settimana in settimana. Al termine dell'episodio una concorrente viene eliminata; l'ultima delle quali verrà incoronata vincitrice e avrà il diritto di essere inserita nella Drag Race Hall of Fame ricevendo una serie di premi.